# Portfel defensywny
Defensywny portfel – portfel nastawione przede wszystkim na ochronę wartości powierzonych środków. Budowane są przez bezpieczne fundusze inwestycyjne. O defensywnym portfelu można mówić czasem w odniesieniu do funduszu akcyjnego, gdzie podczas bessy na rynkach akcyjnych zarządzający umieszcza więcej obligacji.